# Oceanic (Vangelis)
Oceanic is een studioalbum uit 1996 van Vangelis, zijn dertiende 'artiestenalbum' onder die naam.
Met het album maakte Vangelis qua stijl een vervolg op het voorgaande album Voices. De experimentele elektronische muziek uit de tijd van Soil Festivities komt ook in dit album niet terug. Het album deed het goed in de Amerikaanse New Age Albumlijst alhoewel zijn muziek, volgens Vangelis, niet in één categorie valt onder te brengen. Er zijn namelijk ook momenten dat de klassieke en jazzy muziek van Vangelis boven komt drijven (Islands of the Orient).
In sommige landen verkocht het album redelijk, in de Nederland passeerde het net de drempel van de Album Top 100; op 23 november 1996 kwam het album binnen op plaats 100; een week later schoof het door naar 98, maar daarna was het alweer voorbij. Oostenrijkers zagen het album wat meer zitten met zeven weken notatie en een hoogste plaats op nummer 22; in Hongarije een zesde plaats.
De muziek werd in 1998 gebruikt voor de documentaire Deep Seas, Deep Secrets van The Learning Channel en Discovery Channel.
Het boekwerkje is waarschijnlijk een ontwerp van Vangelis zelf, net als in zijn vroegere tijd. Het binnenwerk wordt opgeluisterd met stills uit Million Dollar Mermaid en Footlight Paradise.

## Musici
- Vangelis – toetsinstrumenten, waaronder veel elektronische harp

## Tracklist
| Nr. | Titel                | Duur |
| --- | -------------------- | ---- |
| 1.  | Bon Voyage           | 2:33 |
| 2.  | Siren's Whispering   | 7:59 |
| 3.  | Dreams of Surf       | 2:43 |
| 4.  | Spanish Harbour      | 6:42 |
| 5.  | Island of the Orient | 7:24 |
| 6.  | Fields of Coral      | 7:44 |
| 7.  | Aquatic Dance        | 3:44 |
| 8.  | Memories of Blue     | 5:40 |
| 9.  | Song of the Seas     | 6:12 |

Song of the Seas verscheen met Siren's Whispering en Dreams of Surf op een 12-inch-single in een oplage van 500 stuks.